# Wildcat Creek (Wabash River)
Der Wildcat Creek ist ein linker Nebenfluss des Wabash River im US-Bundesstaat Indiana. Der Fluss ist etwa 135 km lang. Sein Einzugsgebiet umfasst 2083 km². Der mittlere Abfluss unweit der Mündung beträgt 23 m³/s.
Der Wildcat Creek entsteht 8 km südöstlich von Greentown im Südosten des Howard County am Zusammenfluss zweier Quellbäche. Er fließt in überwiegend westlicher Richtung. Er passiert Greentown und wird kurz darauf zum Kokomo Waterworks Reservoir No. 2 aufgestaut. Unterhalb des Staudamms durchströmt der Wildcat Creek die Stadt Kokomo. Der Fluss schlängelt sich weiter Richtung Westen und passiert die Ortschaft Burlington. Schließlich erreicht er den östlichen Stadtrand von Lafayette, wo der South Fork Wildcat Creek von Süden kommend auf ihn trifft. Der Wildcat Creek wendet sich nach Norden und mündet nach weiteren 13 Kilometern in den Wabash River. Unterhalb von Kokomo weist der Fluss ein stark mäandrierendes Verhalten auf.
Der South Fork Wildcat Creek entspringt im Clinton County. Er fließt in überwiegend westlicher Richtung. Er passiert Michigantown. Die Stadt Frankfort liegt 3 km südlich des Flusslaufs. Der Fluss passiert noch die Ortschaft Mulberry und wendet sich dann nach Norden. Der Middle Fork Wildcat Creek trifft 7 km oberhalb der Mündung von Osten kommend auf den Fluss. Der South Fork Wildcat weist unterhalb von Mulberry ein stark mäandrierendes Verhalten auf.
Der Middle Fork Wildcat Creek entspringt ebenfalls im Clinton County. Er strömt in westlicher Richtung. Er verläuft zwischen dem Wildcat Creek
im Norden und dem South Fork Wildcat Creek im Süden. Am Unterlauf verläuft der Fluss nördlich von Rossville.